# Gephyrochromis lawsi
Gephyrochromis lawsi è una specie di ciclidi haplochromini endemica dalla parte settentrionale del Lago Malawi, in Malawi e Tanzania. Questa specie si trova normalmente a livelli profondi dove le coste scoscese e rocciose incontrano substrati sabbiosi, e predilige chiazze di sabbia a profondità medie di circa 20 metri (66 ft). Si nutre principalmente di perifiton sciolto. I maschi sono debolmente territoriali e difenderanno i loro territori dagli intrusi, mentre le femmine sono solitarie. Può essere minacciato dalla pesca eccessiva da parte dei pescatori che utilizzano reti con sciabica da spiaggia, sebbene sia una cattura accidentale piuttosto che una delle specie bersaglio; a volte viene raccolta per il commercio di pesci d'acquario. Il nome specifico è stato dato in onore del missionario scozzese Robert Laws (1851-1934).